# Dejan Kralj
Dejan Kralj, slovenski kajakaš na divjih vodah, * 28. junij 1976, Ljubljana.
Kralj je za Slovenijo nastopil na Poletnih olimpijskih igrah 2000 v Sydneyju, kjer je nastopil v slalomu in osvojil 10. mesto.